# Gala 20.º Aniversario de la Medalla de Oro en Atlanta '96

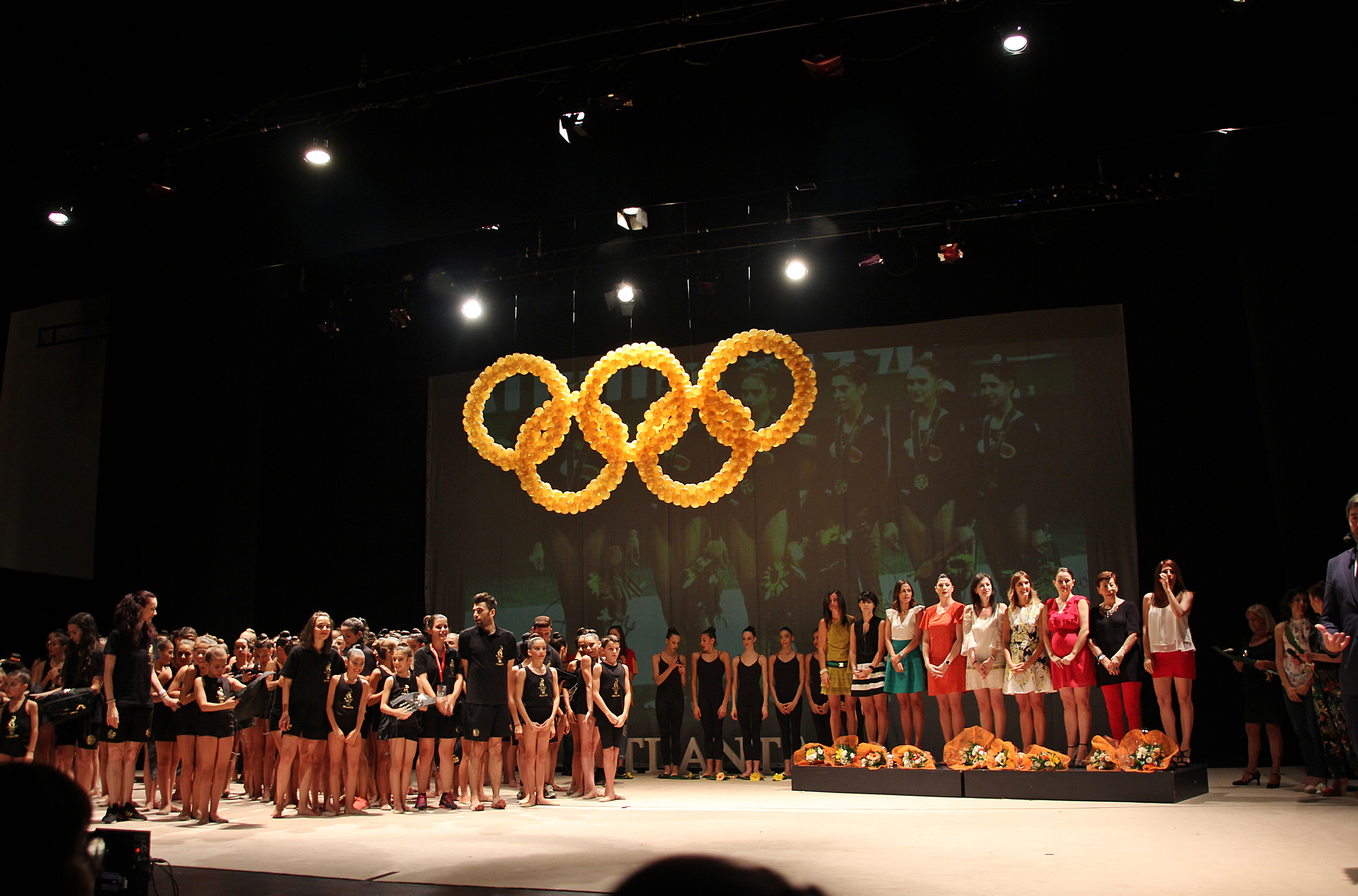
Recreación del podio olímpico de las Niñas de Oro en la Gala 20.º Aniversario de la Medalla de Oro en Atlanta '96.

La Gala 20.º Aniversario de la Medalla de Oro en Atlanta '96 fue un evento celebrado en el Palacio de Congresos de Badajoz el 23 de julio de 2016 para conmemorar el 20.º aniversario de la medalla de oro del conjunto español de gimnasia rítmica en los Juegos Olímpicos de Atlanta 1996, el hito más importante logrado por la gimnasia rítmica española en su historia. En la misma se reencontraron las siete Niñas de Oro, como así fue bautizado aquel conjunto, además de otras numerosas figuras relevantes de la gimnasia rítmica en España.

## La medalla de oro de Atlanta '96

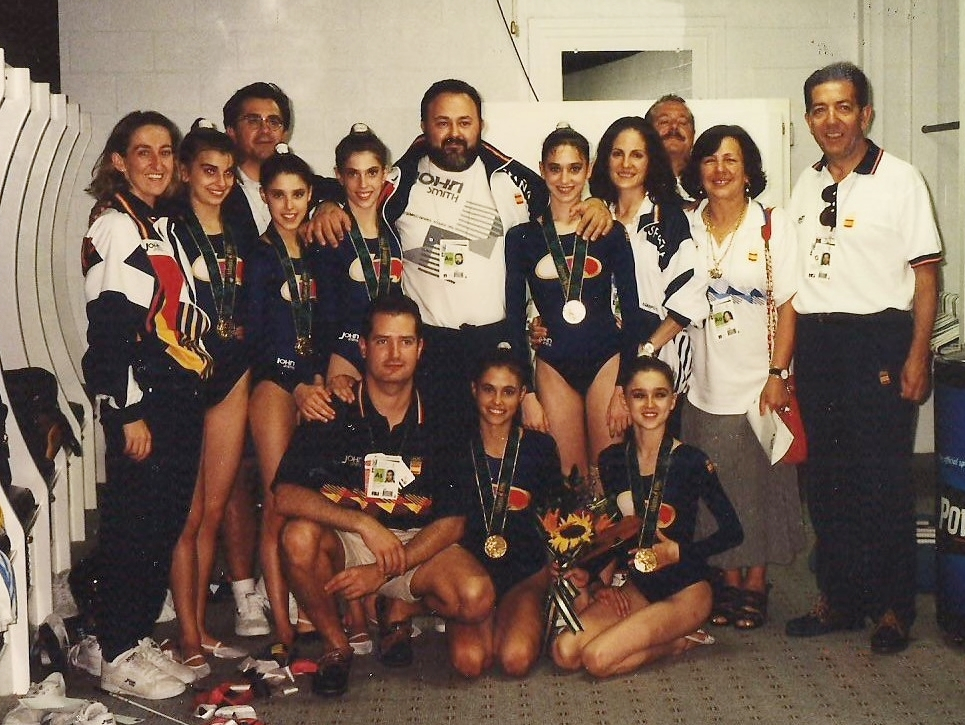
El conjunto español de gimnasia rítmica tras lograr el oro en Atlanta 1996.

El 2 de agosto de 1996, el conjunto español de gimnasia rítmica entrenado por Emilia Boneva y María Fernández Ostolaza, logró la medalla de oro en los Juegos Olímpicos de Atlanta 1996. El equipo estaba integrado por las gimnastas Marta Baldó, Nuria Cabanillas, Estela Giménez, Lorena Guréndez, Tania Lamarca y Estíbaliz Martínez. Todas ellas tenían entonces entre 15 y 17 años de edad. Fue la primera medalla de oro olímpica en la gimnasia española, además de ser la primera de la historia en la modalidad de conjuntos, ya que estos pasaron en Atlanta a formar parte de los Juegos Olímpicos. La ceremonia de entrega de medallas de esta competición fue el minuto más visto de Atlanta 1996 en Televisión Española. Al igual que el resto de la final olímpica, fue narrada para dicho canal por la periodista Paloma del Río. Tras su llegada a España, el conjunto empezó a ser bautizado por algunos medios con el sobrenombre de las Niñas de Oro.
Las Niñas de Oro tienen además un extenso palmarés con numerosas medallas en Mundiales, Europeos y otras competiciones internacionales, además de poseer diversas distinciones, como la Orden Olímpica del Comité Olímpico Español (1996), la Placa de Oro de la Real Orden del Mérito Deportivo (1996), la Copa Barón de Güell en los Premios Nacionales del Deporte (1997), y la Medalla de Oro de la Real Orden del Mérito Deportivo (2015).

## Presentación
Desde 2007 el Club Gimnasia Badajoz, en el cual entrena Nuria Cabanillas, desarrolla en verano un campus de gimnasia rítmica con el nombre de la gimnasta. En 2016, con motivo de su 10.ª edición y su coincidencia con el 20.º aniversario del oro olímpico logrado por Nuria y sus compañeras, decidieron organizar una gala conmemorativa de dicha gesta el penúltimo día del campus, que se celebraría del 16 al 24 de julio.
La rueda de prensa de la presentación del X Campus Internacional de Gimnasia Rítmica Nuria Cabanillas y la Gala 20.º Aniversario tuvo lugar el 11 de julio de 2016 en la Residencia Universitaria de Caja de Badajoz, con la presencia de la directora técnica del campus, Nuria Cabanillas; la directora general de Deportes de la Junta de Extremadura, Conchi Bellorín; el concejal de Deportes del Ayuntamiento de Badajoz, Miguel Ángel Rodríguez de la Calle; y el director general de la Fundación Caja de Badajoz, Emilio Jiménez. Durante la misma se anunció que la gala contaría también con el apoyo de la RFEG y el COE, y que estarían presentes las siete Niñas de Oro, además de otras figuras destacadas de la gimnasia rítmica española.

## Celebración del evento
En el marco del Campus y cuatro días antes de la gala, el 19 de julio, tuvo lugar un recorrido simbólico de una antorcha encendida por las calles de Badajoz para conmemorar el 20.º aniversario de los Juegos Olímpicos de Atlanta. En el mismo participaron Nuria Cabanillas, el jugador de balonmano Juancho Pérez, la piragüista Elena Ayuso, el empresario Fernando Caro, el concejal de Deportes o el alcalde de la ciudad, así como el centenar de participantes del Campus.

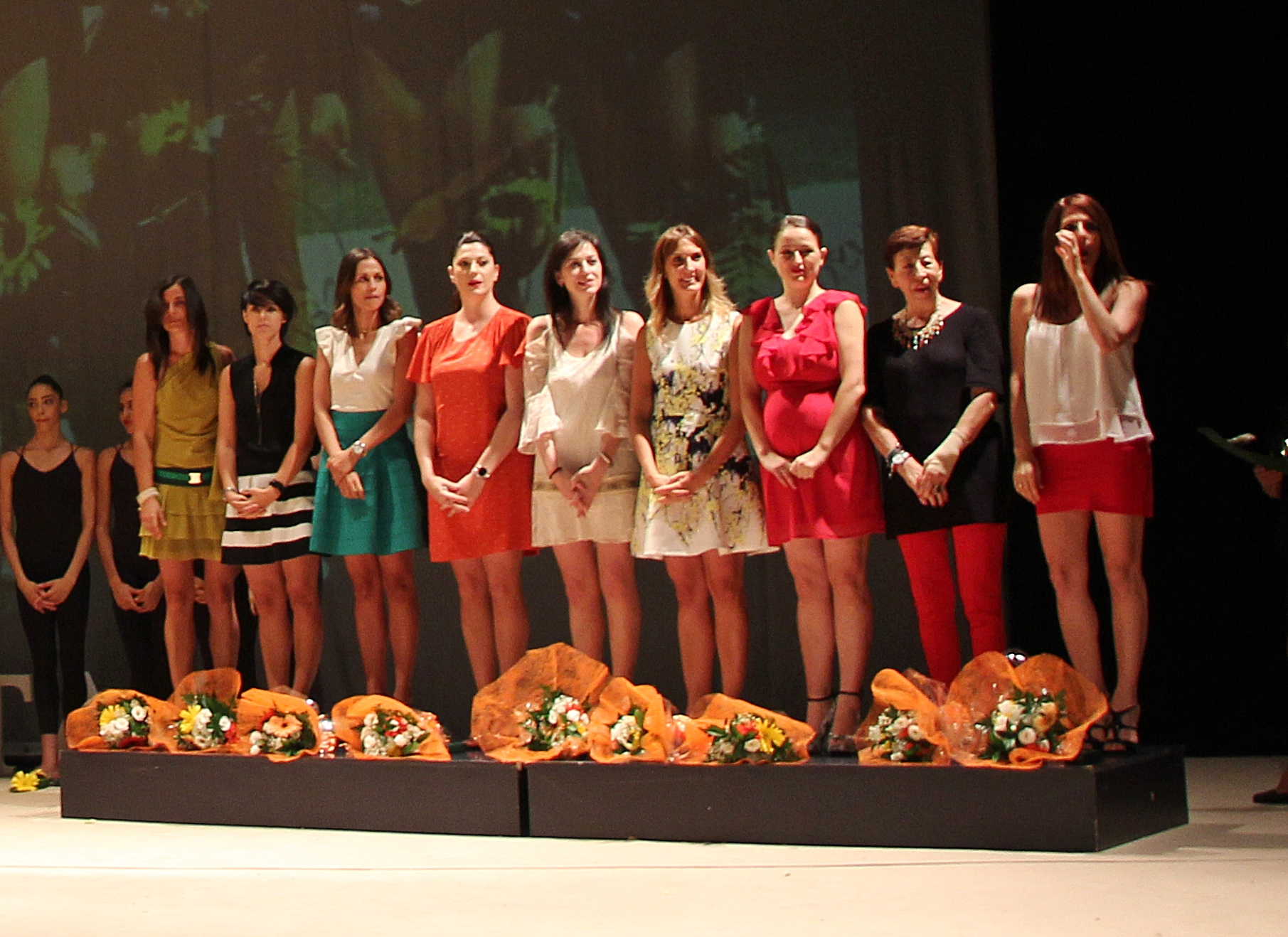
Las Niñas de Oro junto a Maite Nadal y Marisa Mateo durante el homenaje en Badajoz.

El 23 de julio de 2016 a las 20:30 se celebró la Gala 20.º Aniversario de la Medalla de Oro en Atlanta '96 en el Palacio de Congresos de Badajoz, con una duración de 90 minutos y la presencia de unos mil asistentes. Al evento acudieron las siete Niñas de Oro: Marta Baldó, Nuria Cabanillas, Estela Giménez, Lorena Guréndez, Tania Lamarca, Estíbaliz Martínez y Maider Esparza, suplente de aquel equipo. Todas ellas se reencontraron después de haber asistido el año anterior a la entrega de la Medalla de Oro de la Real Orden del Mérito Deportivo. Estuvieron presentes igualmente varias exgimnastas de la selección como Carolina Pascual, Almudena Cid, Alba Caride, Ana Bautista, Carolina Malchair, Marta Calamonte, María Eugenia Rodríguez y Ana María Pelaz, así como el conjunto español júnior, la jueza internacional Maite Nadal, la coreógrafa del conjunto de Atlanta, Marisa Mateo, la coreógrafa del Equipaso y del conjunto júnior, Dagmara Brown, o la gimnasta artística Laura Campos. 
La presentación de la gala corrió a cargo del periodista pontevedrés David Acevedo López, que fue introduciendo las diferentes proyecciones y actuaciones, que tenían como hilo conductor la historia de los Juegos Olímpicos, desde la Antigua Grecia hasta Atlanta 1996. El homenaje contó con diversas exhibiciones de los 96 participantes (94 niñas y 2 niños) del Campus, de los bailarines Carlos Rodas y Paz Holguín, y de Carolina Pascual, que recreó su ejercicio de aro en 1992. La arpista pacense Rosa María Rodríguez Whiteveil actuó durante la gala, poniendo música a dos de las exhibiciones. Se emitió asimismo un mensaje grabado de la exseleccionadora Emilia Boneva desde su casa de Bulgaria. El conjunto nacional júnior realizó además dos exhibiciones en la parte final de la gala, siendo integrado por las gimnastas Mónica Alonso, Victoria Cuadrillero, Clara Esquerdo, Ana Gayán, Alba Polo, Lía Rovira y Sara Salarrullana. En el primero de los montajes recrearon algunas partes del ejercicio de 5 aros con el que las Niñas de Oro compitieron en Atlanta. La gala concluyó con los participantes del homenaje sobre el estrado y la recreación del momento del podio olímpico con las siete Niñas de Oro, Maite Nadal y Marisa Mateo, mientras sonaba «Reach» de Gloria Stefan, canción oficial de los JJ.OO. de Atlanta, y posteriormente el himno español. Además, el director de Deportes del COE, Ricardo Leiva, hizo entrega a las siete de un diploma acreditativo y la tarjeta olímpica.

## DVD de la gala
El homenaje fue grabado de forma profesional mediante el uso de 5 cámaras ubicadas en el Palacio de Congresos (1 cámara fija en picado sobre el escenario, 2 con vista frontal para planos generales y 2 en los laterales para planos detalle). La grabación íntegra de la gala, de una duración de 1 hora y 17 minutos, está disponible en el DVD oficial del X Campus Nuria Cabanillas.

## Exhibiciones destacadas
| Gimnasta         | Aparatos     | Música |
| ---------------- | ------------ | --- |
| Carolina Pascual | Aro          | «Main title» de la banda sonora de la película Terminator 2: el juicio final de James Cameron, compuesta por Brad Fiedel. |
| Conjunto júnior  | 6 aros       | Medley de varias canciones pertenecientes a musicales norteamericanos, principalmente «America», compuesta por Leonard Bernstein e incluida en West Side Story, o «I Got Rhythm» y «Embraceable You», temas creados por George Gershwin y que aparecieron en la banda sonora de Un americano en París. |
| Conjunto júnior  | Manos libres | «Canción del toreador» de la ópera Carmen de Georges Bizet. |

## Galería

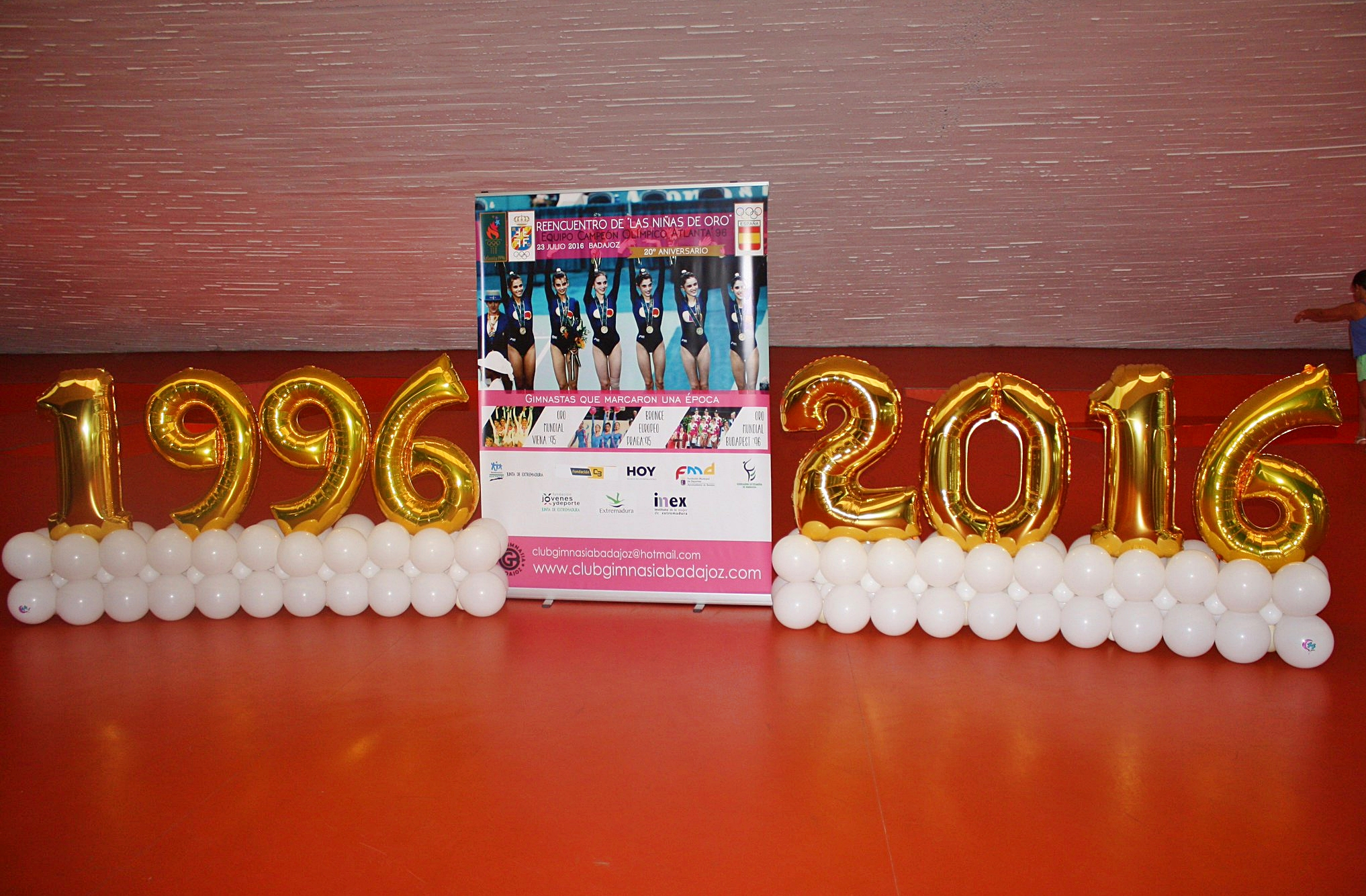
Recibidor del Palacio de Congresos durante la Gala.
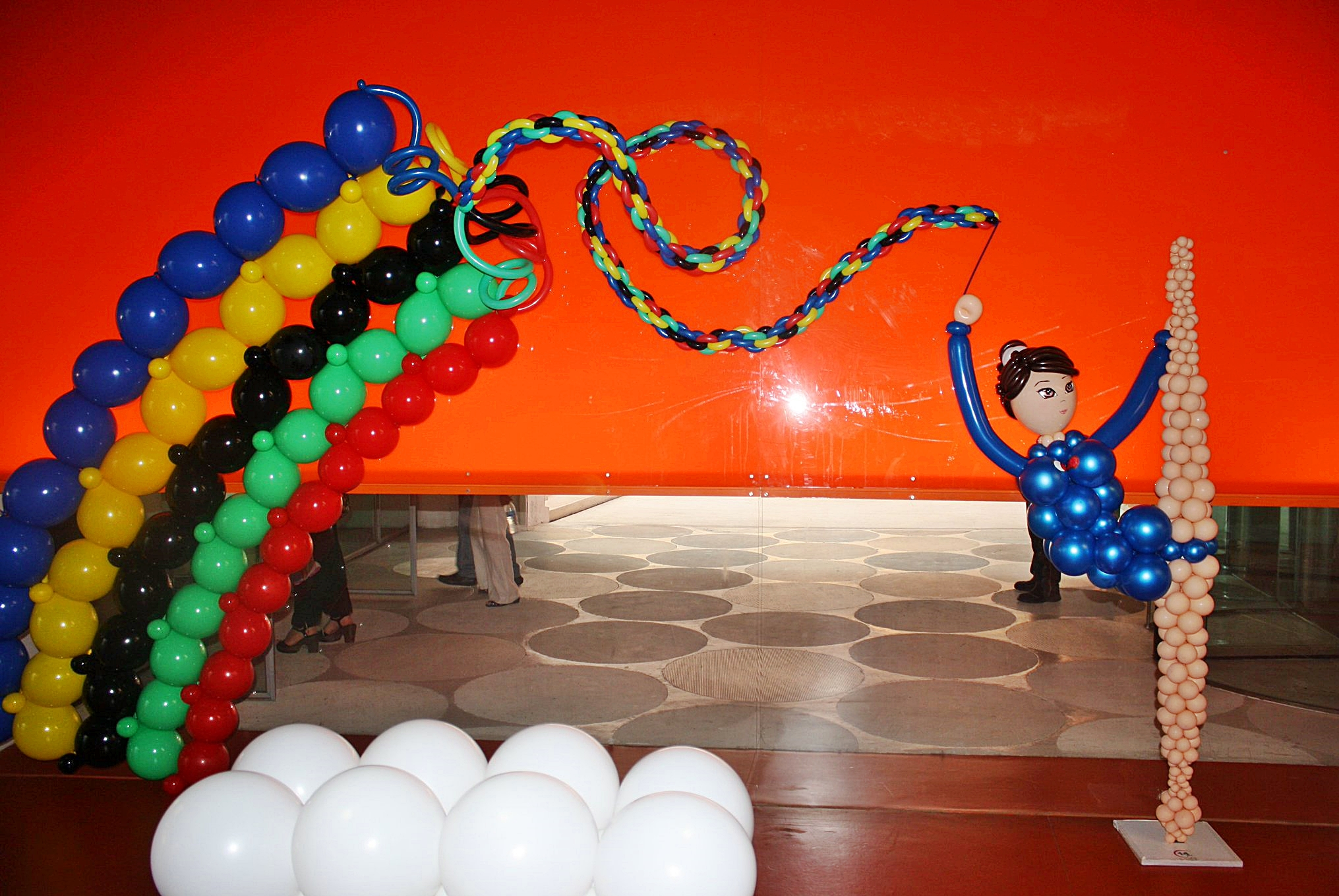
Figura de una gimnasta rítmica en el hall del edificio.
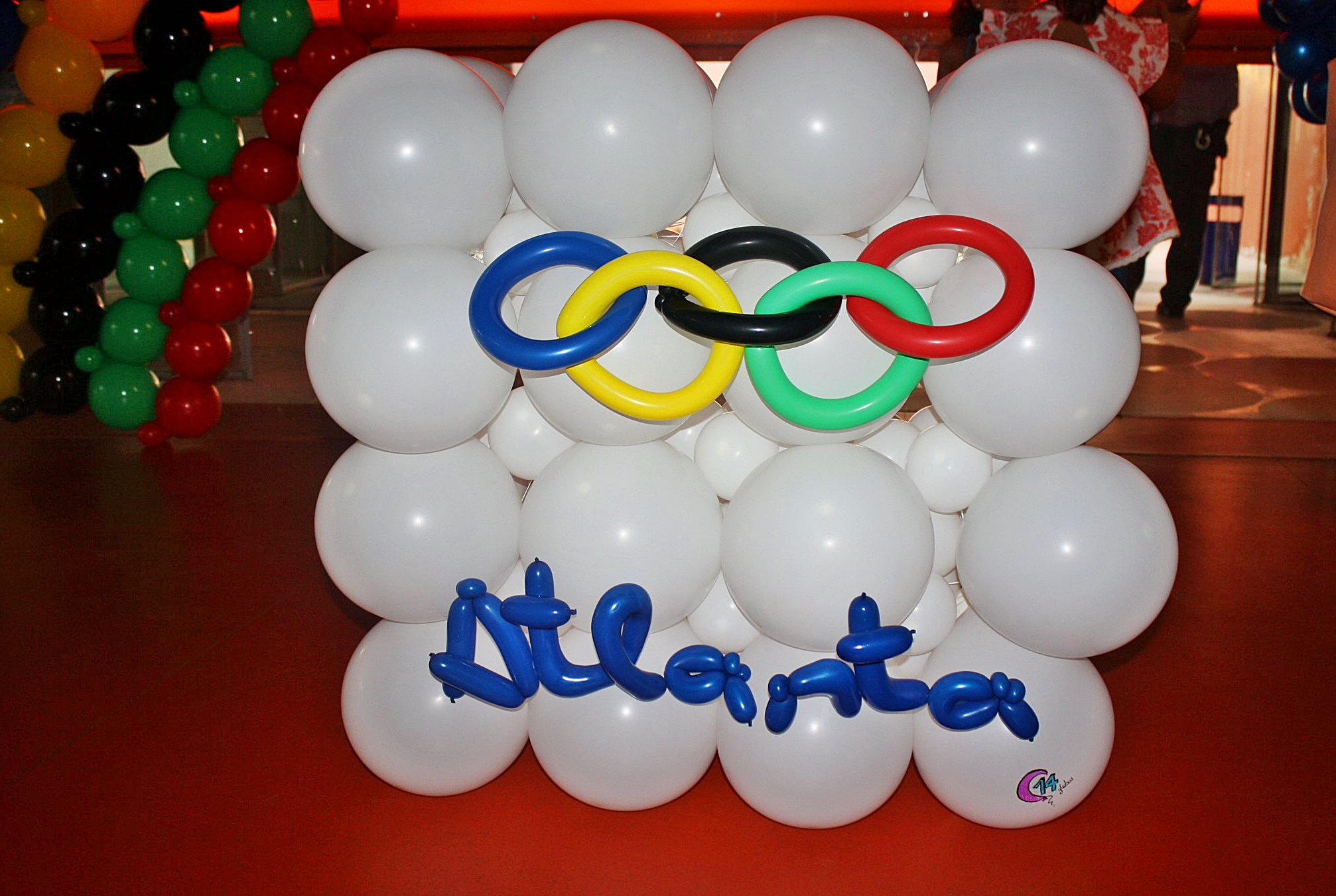
Otro detalle del recibidor durante el evento.
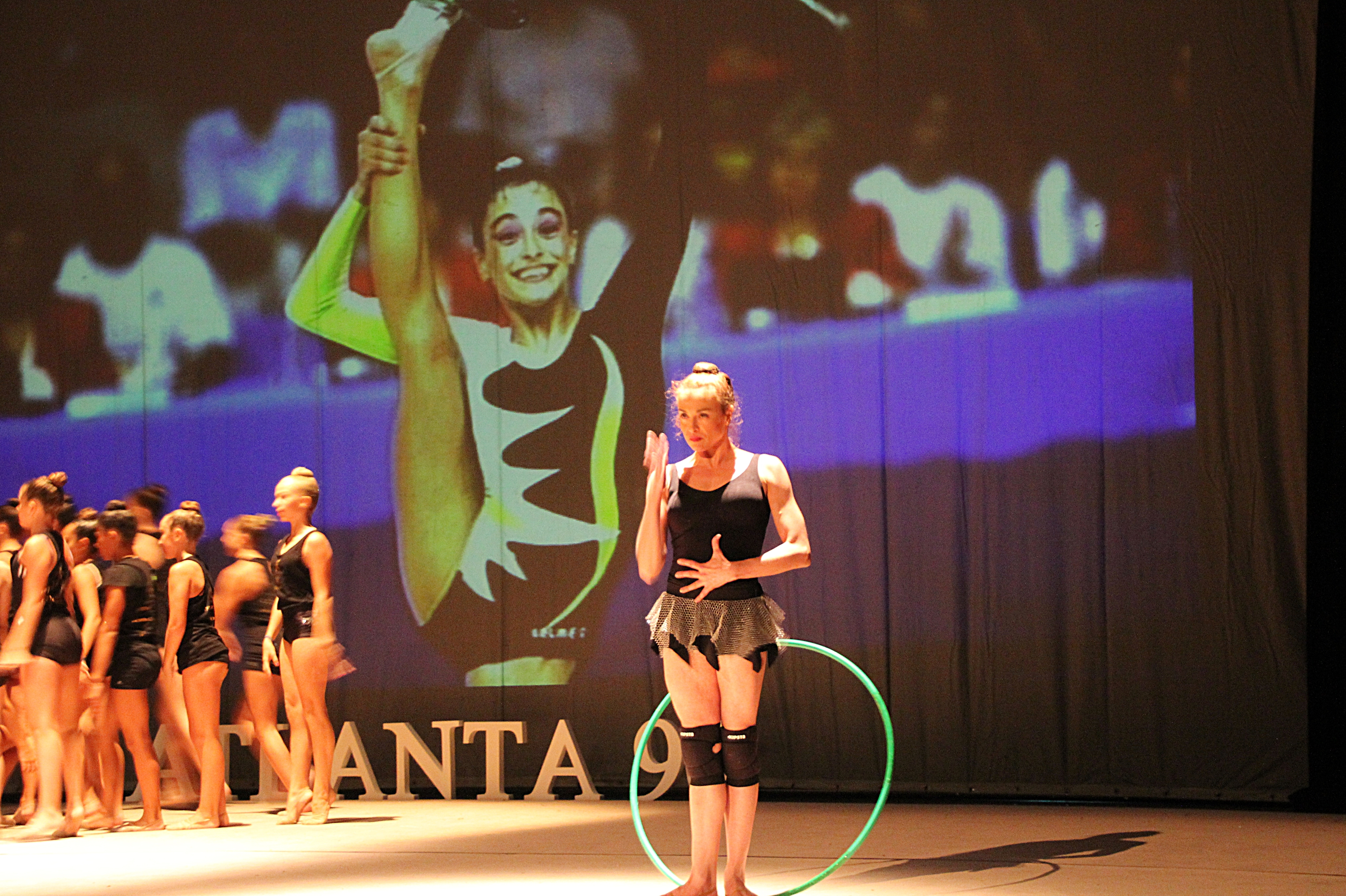
Carolina Pascual durante su exhibición en la Gala.

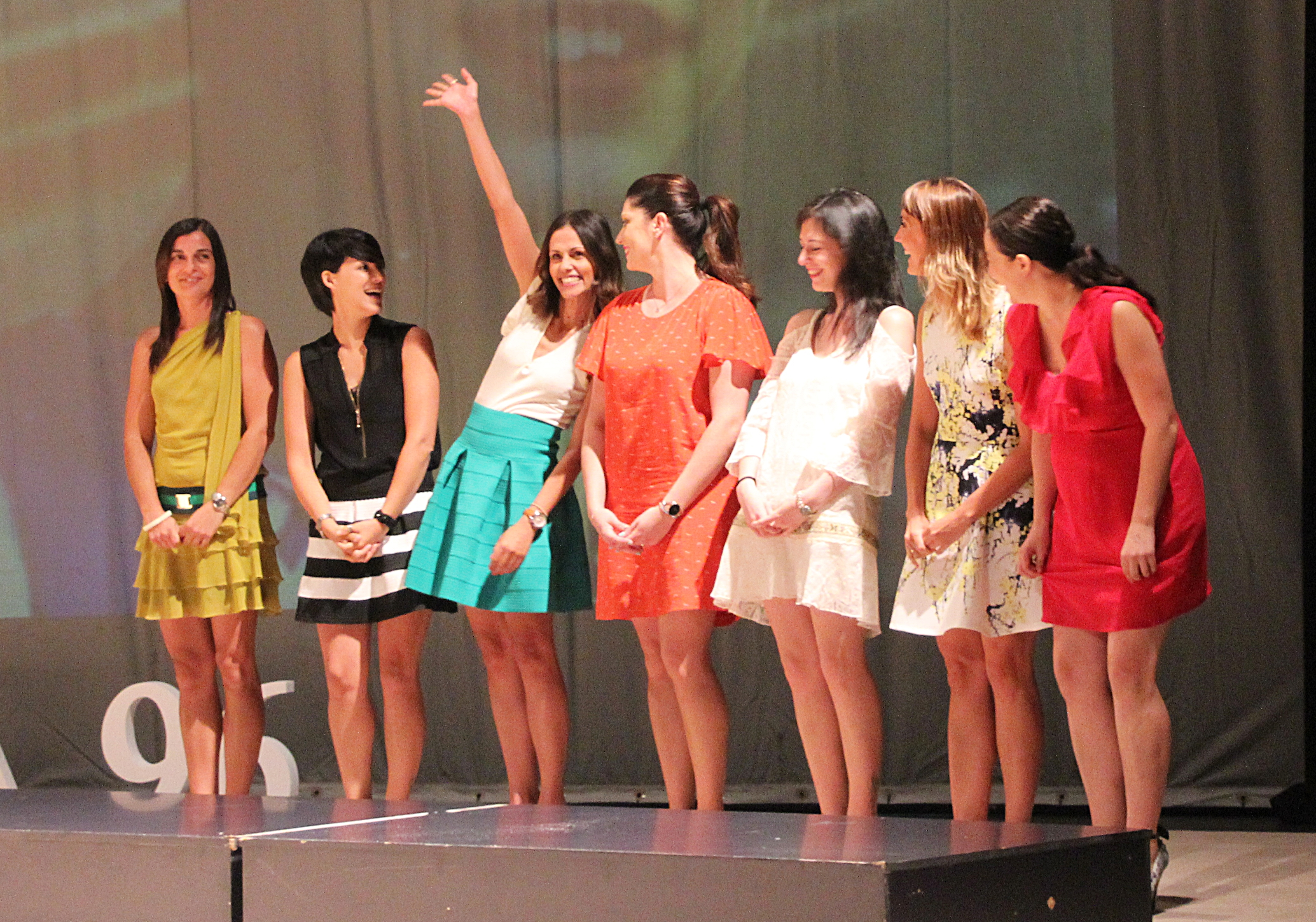
Las Niñas de Oro momentos antes de subir al podio durante el evento.
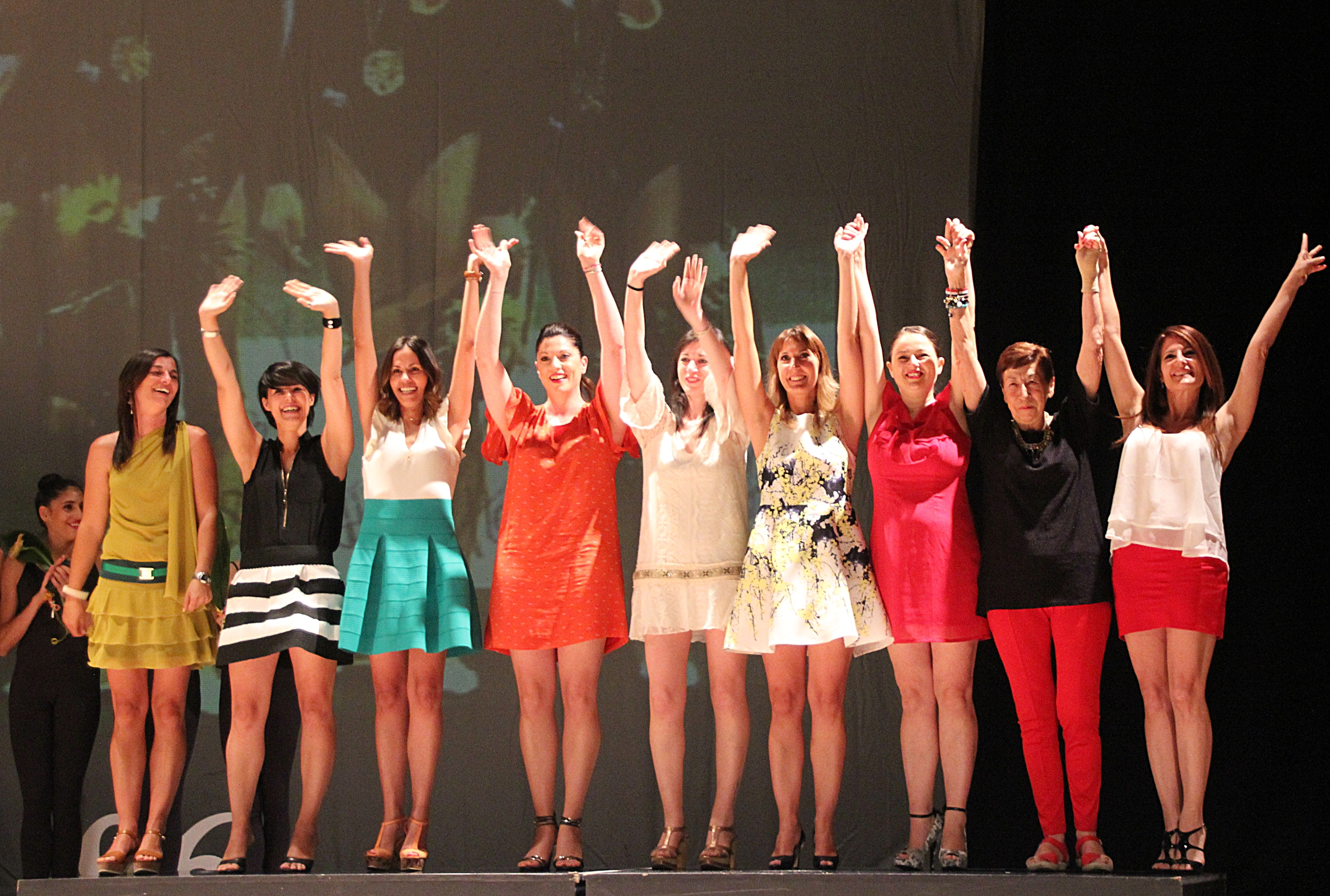
El conjunto de Atlanta junto a Maite Nadal y Marisa Mateo.
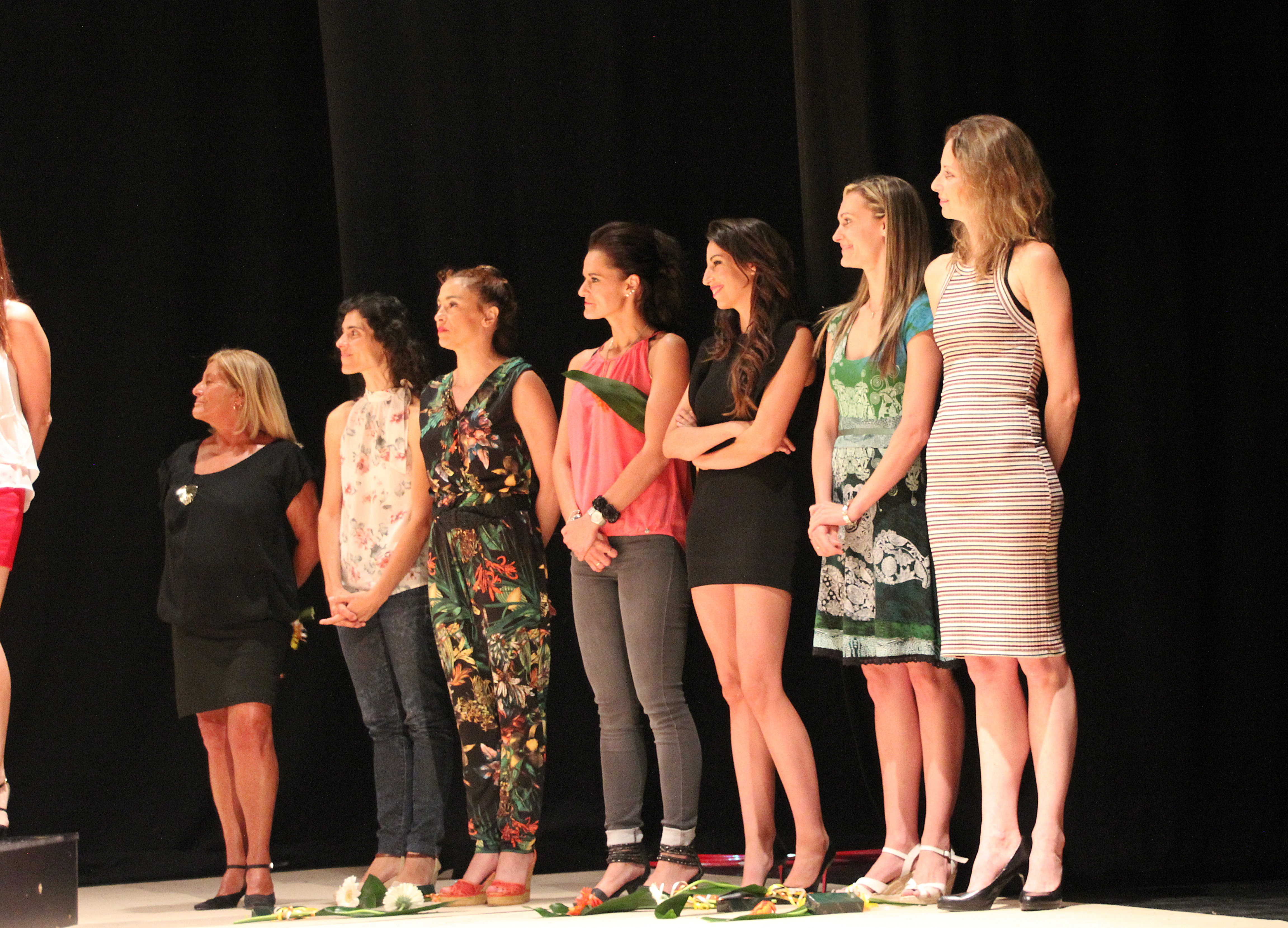
Algunas de las figuras históricas de la gimnasia rítmica española invitadas.
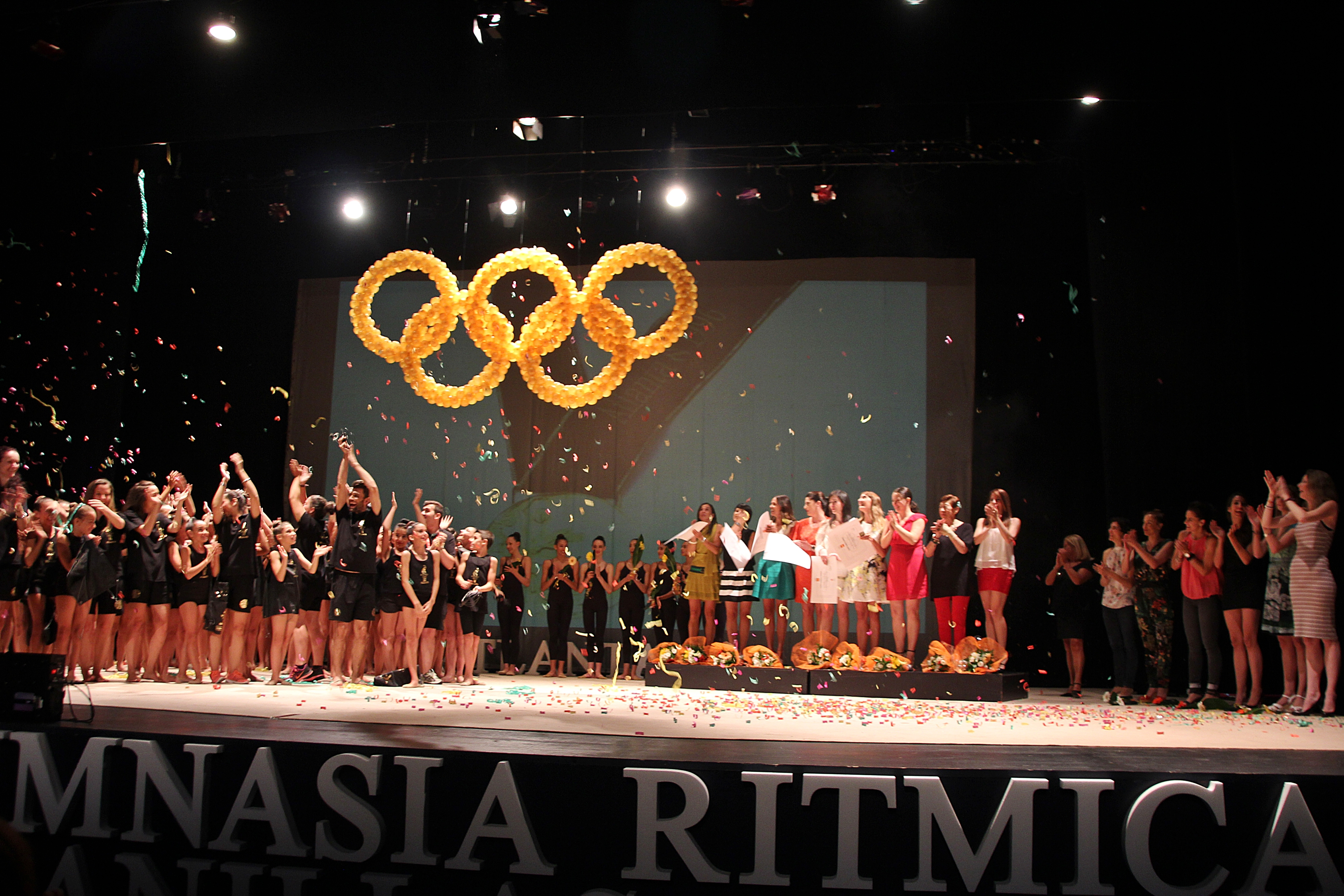
Momentos finales del homenaje.